# Golfingia innoxia
Golfingia innoxia är en stjärnmaskart som först beskrevs av Sluiter 1912.  Golfingia innoxia ingår i släktet Golfingia och familjen Golfingiidae. Inga underarter finns listade i Catalogue of Life.